# Белоусов, Анатолий Егорович
Анатолий Егорович Белоусов (род. 1947) — советский учёный-медик и педагог, хирург-ортопед и пластический хирург, организатор здравоохранения и медицинской науки, доктор медицинских наук (1984), профессор (1989), полковник медицинской службы (1984). Лауреат Государственной премии СССР (1988).

## Биография
Родился 22 октября 1947 года в Москве.
С 1966 по 1971 год проходил обучение в Военно-медицинской академии имени С. М. Кирова. С 1971 по 1974 год обучался в адъюнктуре по кафедре военной травматологии и ортопедии.
С 1974 начал свою научно-педагогическую деятельность на кафедре военной травматологии и ортопедии Военно-медицинской академии имени С. М. Кирова в должностях старший ординатор, преподаватель, старший преподаватель и профессор, в 1984 году А. Е. Белоусов был назначен руководителем нового учебного цикла «Микрохирургия кисти, пластическая хирургия». С  1989 по 1991 год — заместитель начальника кафедры военной травматологии и ортопедии. 
С 1991 года основатель и первый руководитель Центра микрохирургии конечностей (с 1994 года — Центр пластической и реконструктивной хирургии) и одновременно профессор кафедры пластической и реконструктивной хирургии Санкт-Петербургской медицинской академии последипломного образования.

### Участие в военном конфликте за Огаден
С 1977 года в период войны за Огаден между Эфиопией и Сомали за контроль над спорным регионом Огаден, А. Е. Белоусов в составе группы военных хирургов от Военно-медицинской академии и Главного военно-медицинского управления МО СССР  находился в действующей армии и работал в военных госпиталях, оказывая помощь раненным и тяжело раненым, за оказание этой помощи А. Е. Белоусов Указом Президиума Верховного Совета СССР был награждён орденом Красной Звезды.

### Научно-педагогическая деятельность
Основная научно-педагогическая деятельность А. Е. Белоусова была связана с вопросами в области лечения огнестрельных переломов конечностей. Он являлся разработчиком нового направления хирургии конечностей, связанного с использованием микрохирургической техники. Им была выполнена первая микрохирургическая операции в клинике военной травматологии и ортопедии. Под его руководством были внедрены в клиническую практику новые операции, включающие реплантацию отчлёненных сегментов конечностей, сложные вмешательства по трансплантации кровоснабжаемых тканей, а так же вмешательства на периферических нервах и сухожилиях.
В 1974 году А. Е. Белоусов защитил кандидатскую диссертацию на соискание учёной степени кандидат медицинских наук по теме: «Лечения огнестрельных ранений», в 1984 году — доктор медицинских наук по теме: «Основные направления и перспективы использования микрохирургической техники при лечении больных травматологического профиля». В 1989 году А. Е. Белоусову было присвоено учёное звание профессора. В 1988 году за цикл работ «Новые методы лечения боевой травмы» А. Е. Белоусову была присвоена Государственная премия СССР. Он является автором более двухсот научных трудов в том числе монографий, в 1998 году профессором А. Е. Белоусовым было издано фундаментальное руководство для пластических хирургов — «Пластическая реконструктивная и эстетическая хирургия» (СПб.). Под его руководством было подготовлено более семи докторов и кандидатов наук.